# Stenopa
Stenopa is een geslacht van insecten uit de familie van de Boorvliegen (Tephritidae), die tot de orde tweevleugeligen (Diptera) behoort.

## Soort
- S. affinis Quisenberry, 1949
- S. vulnerata (Loew, 1873)